# Ray Condo
Ray Condo, właśc. Ray Tremblay (ur. 16 maja 1950 w Hull, Quebec, zm. 15 kwietnia 2004 w Vancouver) – kanadyjski muzyk, gitarzysta i wokalista, przedstawiciel muzyki rockabilly.
Jego pierwszy zespół, "The Secret Vs", grał muzykę punk. Po osiedleniu się w Vancouver Condo zajął się rockabilly (rock and roll bliski muzyce country). Występował przez 11 lat z zespołem The Hardrock Goners, następnie z Ray Condo and The Ricochets. Nagrał z tymi zespołami wiele płyt, ostatnią w 2000 roku (High And Wild).
Odbywał wiele koncertów w Kanadzie, a także w Australii, Stanach Zjednoczonych i Europie.